# Mark Brown (Politiker)

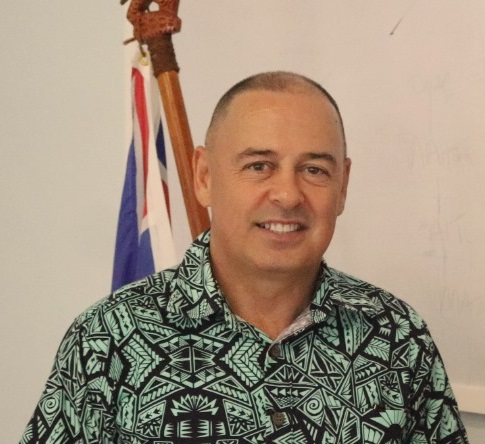
Premierminister Mark Brown

Mark Brown (* 28. Februar 1963) ist ein Politiker der Cookinseln (Cook Islands Party). Er ist seit 2020 Premierminister (Te-ara Rangatira no Vakatini Ariki) seines Landes.

## Leben
Mark Brown besuchte als Kind die Nikao Side School, als weiterführende Schule anschließend die Tereora College & Gisborne Boys High School. An der Massey University erhielt er sein Diploma in Public Sector Management. An der University of the South Pacific machte er seinen Master in Business Administration. Anschließend arbeitete er lange im  Agrarministerium.
Er ist seit 2010 Mitglied des Parlaments der Cookinseln und wurde sofort zum Finanzminister. In den Jahren 2014 und 2018 wurde er wiedergewählt. Im Jahr 2018 wurde er stellvertretender Premierminister, 2020 dann Premierminister seines Landes. Als Minister ist er außerdem zuständig für Finanzen, Polizei, das nationale Umweltamt, die Public Services Commission, die Verwaltung der natürlichen Ressourcen, die Cook Islands Investment Corporation und er fungiert als Generalstaatsanwalt.
Brown ist verheiratet mit Daphne nee Hosking, mit der er zwei Kinder hat.